# Sara Isaksson
Sara Cecilia Isaksson (* 19. Februar 1971 in Borås) ist eine schwedische Jazz- und Popsängerin.
Isaksson, die bereits als 16-Jährige von Mikis Theodorakis auf die Bühne geholt wurde, studierte bis zum Abschluss 1994 auf der Königlichen Musikhochschule Stockholm. Sie arbeitete dann als professionelle Sängerin. 1995 veröffentlichte sie ihr Soloalbum Red Eden, das dem Country-Rock gewidmet war und bis auf Platz 24 der schwedischen Charts gelangte; 1996 folgte Walking Through and By. Isaksson hat dann mit der Band Gloria, in der sie sich die Gesangsparts mit Rebecka Törnqvist teilte, zwei Alben eingespielt, Gloria (1999) sowie People Like You and Me (2003), die ebenfalls auf Platz 13 bzw. 26 der schwedischen Albumcharts gelangten. 2002 folgte ein erstes kollaboratives Album mit dem Pianisten Anders Widmark, mit dem sie in den schwedischen Jazzcharts wochenlang Rang 2 erhielt. Das Folgealbum Pool of Happiness wurde in Schweden ein Top-10-Hit. Auch arbeitete sie mit Lars Winnerbäck und The Perishers.

## Diskografie
- 1995 – Red Eden
- 1996 – Walking Through and By
- 2002 – Anders Widmark featuring Sara Isaksson[1]
- 2006 – Sara Isaksson & Rebecka Törnqvist Fire in the Hole – Sara Isaksson & Rebecka Törnqvist Sing Steely Dan
- 2008 – Anders Widmark & Sara Isaksson Pool of Happiness